# Liste der Nummer-eins-Hits in den USA (1950)
Dies ist eine Liste der Nummer-eins-Hits in den von Billboard ermittelten Best-Sellers-in-Stores-Charts (Verkaufscharts) in den USA im Jahr 1950. In diesem Jahr gab es zwölf Nummer-eins-Singles und fünf Nummer-eins-Alben.

## Singles
| ← 1949 ← | Liste der Nummer-eins-Hits in den USA | Liste der Nummer-eins-Hits in den USA                   | Liste der Nummer-eins-Hits in den USA                                             | 1951 →                    |
| \| Zeitraum \| Wo. ges. \| Interpret \| Titel Autor(en) \| Zusätzliche Informationen \| \| (Zeitraum, Wochen auf Platz eins, Interpret, Titel, Autor[en], zusätzliche Informationen) \| \| \| \| \| \| ----------------------------------------------------------------------------------------- \| -------- \| ------------------------------------------------------- \| ------------------------------------------------------------------------------------ \| ------------------------- \| \| 26. November 1949 – 6. Januar 1950 6 Wochen (insgesamt 6) \| 6 \| Frankie Laine & The Muleskinners \| Mule Train[1] Johnny Lange, Hy Heath, Fred Glickman \| - \| \| 7. Januar 1950 – 13. Januar 1950 1 Woche (insgesamt 1) \| 1 \| Gene Autry & The Pinafores \| Rudolph, the Red-Nosed Reindeer[2] Johnny Marks \| - \| \| 14. Januar 1950 – 10. Februar 1950 4 Wochen (insgesamt 4) \| 4 \| The Andrews Sisters with Gordon Jenkins & His Orchestra \| I Can Dream, Can’t I?[3] Sammy Fain, Irving Kahal \| - \| \| 11. Februar 1950 – 17. Februar 1950 1 Woche (insgesamt 1) \| 1 \| The Ames Brothers \| Rag Mop[4] Deacon Anderson, Johnnie Lee Wills \| - \| \| 18. Februar 1950 – 17. März 1950 4 Wochen (insgesamt 4) \| 4 \| Red Foley \| Chattanoogie Shoe Shine Boy[5] Harry Stone, Jack Stapp \| - \| \| 18. März 1950 – 14. April 1950 4 Wochen (insgesamt 4) \| 4 \| Teresa Brewer & The Dixieland All Stars \| Music! Music! Music![6] Stephen Weiss, Bernie Baum \| - \| \| 15. April 1950 – 28. April 1950 2 Wochen (insgesamt 2) \| 2 \| Eileen Barton & The New Yorkers \| If I Knew You Were Comin’ I’d’ve Baked a Cake[7] Al Hoffman, Bob Merrill, Clem Watts \| - \| \| 29. April 1950 – 14. Juli 1950 11 Wochen (insgesamt 11) \| 11 \| Anton Karas \| The Third Man Theme[8] Anton Karas \| - \| \| 15. Juli 1950 – 18. August 1950 5 Wochen (insgesamt 5) \| 5 \| Nat King Cole with Les Baxter & His Orchestra \| Mona Lisa[9] Jay Livingston, Ray Evans \| - \| \| 19. August 1950 – 17. November 1950 13 Wochen (insgesamt 13) \| 13 \| Gordon Jenkins & His Orchestra with The Weavers \| Goodnight, Irene[10] Leadbelly, Alan Lomax \| - \| \| 18. November 1950 – 1. Dezember 1950 2 Wochen (insgesamt 2) \| 2 \| Swing and Sway with Sammy Kaye \| Harbor Lights[11] Musik: Wilhelm Grosz; Text: Jimmy Kennedy \| - \| \| 2. Dezember 1950 – 29. Dezember 1950 4 Wochen (insgesamt 4) \| 4 \| Phil Harris with Walter Scharf & His Orchestra \| The Thing[12] Charles Randolph Grean \| - \| \| 30. Dezember 1950 – 2. März 1951 9 Wochen (insgesamt 9) \| 9 \| Patti Page with Jack Rael & His Orchestra \| Tennessee Waltz[13] Pee Wee King, Redd Stewart \| - \| |                                       |                                                         |                                                                                   |                           |
| ← 1949 |                                       |                                                         |                                                                                   | → 1951 →                  |
| Zeitraum | Wo. ges.                              | Interpret                                               | Titel Autor(en)                                                                   | Zusätzliche Informationen |
| (Zeitraum, Wochen auf Platz eins, Interpret, Titel, Autor[en], zusätzliche Informationen) |                                       |                                                         |                                                                                   |                           |
| 26. November 1949 – 6. Januar 1950 6 Wochen (insgesamt 6) | 6                                     | Frankie Laine & The Muleskinners                        | Mule Train Johnny Lange, Hy Heath, Fred Glickman                                  | -                         |
| 7. Januar 1950 – 13. Januar 1950 1 Woche (insgesamt 1) | 1                                     | Gene Autry & The Pinafores                              | Rudolph, the Red-Nosed Reindeer Johnny Marks                                      | -                         |
| 14. Januar 1950 – 10. Februar 1950 4 Wochen (insgesamt 4) | 4                                     | The Andrews Sisters with Gordon Jenkins & His Orchestra | I Can Dream, Can’t I? Sammy Fain, Irving Kahal                                    | -                         |
| 11. Februar 1950 – 17. Februar 1950 1 Woche (insgesamt 1) | 1                                     | The Ames Brothers                                       | Rag Mop Deacon Anderson, Johnnie Lee Wills                                        | -                         |
| 18. Februar 1950 – 17. März 1950 4 Wochen (insgesamt 4) | 4                                     | Red Foley                                               | Chattanoogie Shoe Shine Boy Harry Stone, Jack Stapp                               | -                         |
| 18. März 1950 – 14. April 1950 4 Wochen (insgesamt 4) | 4                                     | Teresa Brewer & The Dixieland All Stars                 | Music! Music! Music! Stephen Weiss, Bernie Baum                                   | -                         |
| 15. April 1950 – 28. April 1950 2 Wochen (insgesamt 2) | 2                                     | Eileen Barton & The New Yorkers                         | If I Knew You Were Comin’ I’d’ve Baked a Cake Al Hoffman, Bob Merrill, Clem Watts | -                         |
| 29. April 1950 – 14. Juli 1950 11 Wochen (insgesamt 11) | 11                                    | Anton Karas                                             | The Third Man Theme Anton Karas                                                   | -                         |
| 15. Juli 1950 – 18. August 1950 5 Wochen (insgesamt 5) | 5                                     | Nat King Cole with Les Baxter & His Orchestra           | Mona Lisa Jay Livingston, Ray Evans                                               | -                         |
| 19. August 1950 – 17. November 1950 13 Wochen (insgesamt 13) | 13                                    | Gordon Jenkins & His Orchestra with The Weavers         | Goodnight, Irene Leadbelly, Alan Lomax                                            | -                         |
| 18. November 1950 – 1. Dezember 1950 2 Wochen (insgesamt 2) | 2                                     | Swing and Sway with Sammy Kaye                          | Harbor Lights Musik: Wilhelm Grosz; Text: Jimmy Kennedy                           | -                         |
| 2. Dezember 1950 – 29. Dezember 1950 4 Wochen (insgesamt 4) | 4                                     | Phil Harris with Walter Scharf & His Orchestra          | The Thing Charles Randolph Grean                                                  | -                         |
| 30. Dezember 1950 – 2. März 1951 9 Wochen (insgesamt 9) | 9                                     | Patti Page with Jack Rael & His Orchestra               | Tennessee Waltz Pee Wee King, Redd Stewart                                        | -                         |

## Alben
| ← 1949 ← | Liste der Nummer-eins-Alben in den USA | Liste der Nummer-eins-Alben in den USA                     | Liste der Nummer-eins-Alben in den USA         | 1951 →                    |
| \| Zeitraum \| Wo. ges. \| Interpret \| Titel \| Zusätzliche Informationen \| \| (Zeitraum, Wochen auf Platz eins, Interpret, Titel, zusätzliche Informationen) \| \| \| \| \| \| ------------------------------------------------------------------------------ \| -------- \| ---------------------------------------------------------- \| ---------------------------------------------- \| ------------------------- \| \| 24. Dezember 1949 – 13. Januar 1950 3 Wochen (insgesamt 35) \| 35 \| Bing Crosby \| Merry Christmas \| - \| \| 14. Januar 1950 – 5. Mai 1950 16 Wochen (insgesamt 69) \| 69 \| Mary Martin & Ezio Pinza with The Original Broadway Cast \| South Pacific[14] \| - \| \| 6. Mai 1950 – 12. Mai 1950 1 Woche (insgesamt 2) \| 2 \| Original Motion Picture Soundtrack \| Walt Disney’s Cinderella[15] \| - \| \| 13. Mai 1950 – 19. Mai 1950 1 Woche (insgesamt 12) \| 12 \| Doris Day & Harry James \| Young Man with a Horn[16] \| - \| \| 20. Mai 1950 – 26. Mai 1950 1 Woche (insgesamt 2/12) \| 2/12 \| Original Motion Picture Soundtrack Doris Day & Harry James \| Walt Disney’s Cinderella Young Man with a Horn \| - \| \| 27. Mai 1950 – 2. Juni 1950 1 Woche (insgesamt 12) \| 12 \| Doris Day & Harry James \| Young Man with a Horn \| - \| \| 3. Juni 1950 – 14. Juli 1950 6 Wochen (insgesamt 69) \| 69 \| Mary Martin & Ezio Pinza with The Original Broadway Cast \| South Pacific \| - \| \| 15. Juli 1950 – 22. Juli 1950 1 Woche (insgesamt 12) \| 12 \| Doris Day & Harry James \| Young Man with a Horn \| - \| |                                        |                                                            |                                                |                           |
| ← 1949 |                                        |                                                            |                                                | → 1951 →                  |
| Zeitraum | Wo. ges.                               | Interpret                                                  | Titel                                          | Zusätzliche Informationen |
| (Zeitraum, Wochen auf Platz eins, Interpret, Titel, zusätzliche Informationen) |                                        |                                                            |                                                |                           |
| 24. Dezember 1949 – 13. Januar 1950 3 Wochen (insgesamt 35) | 35                                     | Bing Crosby                                                | Merry Christmas                                | -                         |
| 14. Januar 1950 – 5. Mai 1950 16 Wochen (insgesamt 69) | 69                                     | Mary Martin & Ezio Pinza with The Original Broadway Cast   | South Pacific                                  | -                         |
| 6. Mai 1950 – 12. Mai 1950 1 Woche (insgesamt 2) | 2                                      | Original Motion Picture Soundtrack                         | Walt Disney’s Cinderella                       | -                         |
| 13. Mai 1950 – 19. Mai 1950 1 Woche (insgesamt 12) | 12                                     | Doris Day & Harry James                                    | Young Man with a Horn                          | -                         |
| 20. Mai 1950 – 26. Mai 1950 1 Woche (insgesamt 2/12) | 2/12                                   | Original Motion Picture Soundtrack Doris Day & Harry James | Walt Disney’s Cinderella Young Man with a Horn | -                         |
| 27. Mai 1950 – 2. Juni 1950 1 Woche (insgesamt 12) | 12                                     | Doris Day & Harry James                                    | Young Man with a Horn                          | -                         |
| 3. Juni 1950 – 14. Juli 1950 6 Wochen (insgesamt 69) | 69                                     | Mary Martin & Ezio Pinza with The Original Broadway Cast   | South Pacific                                  | -                         |
| 15. Juli 1950 – 22. Juli 1950 1 Woche (insgesamt 12) | 12                                     | Doris Day & Harry James                                    | Young Man with a Horn                          | -                         |

Ab dem 22. Juli 1950 wurden die Albencharts nach Abspielgeschwindigkeiten in 33 ⅓ und 45 min−1 aufgeteilt. Diese Trennung blieb bis zur zeitweiligen Einstellung der wöchentlichen Albencharts im September 1953 in Kraft.

### 33 ⅓
| ← 1949 ← | Liste der Nummer-eins-Alben in den USA | Liste der Nummer-eins-Alben in den USA                   | Liste der Nummer-eins-Alben in den USA | 1951 →                    |
| \| Zeitraum \| Wo. ges. \| Interpret \| Titel \| Zusätzliche Informationen \| \| (Zeitraum, Wochen auf Platz eins, Interpret, Titel, zusätzliche Informationen) \| \| \| \| \| \| ------------------------------------------------------------------------------ \| -------- \| -------------------------------------------------------- \| --------------------- \| ------------------------- \| \| 22. Juli 1950 – 28. Juli 1950 1 Woche (insgesamt 55) \| 55 \| Mary Martin & Ezio Pinza with The Original Broadway Cast \| South Pacific \| - \| \| 29. Juli 1950 – 11. August 1950 2 Wochen (insgesamt 12) \| 12 \| Doris Day & Harry James \| Young Man with a Horn \| - \| \| 12. August 1950 – 25. August 1950 2 Wochen (insgesamt 55) \| 55 \| Mary Martin & Ezio Pinza with The Original Broadway Cast \| South Pacific \| - \| \| 26. August 1950 – 6. Oktober 1950 6 Wochen (insgesamt 12) \| 12 \| Doris Day & Harry James \| Young Man with a Horn \| - \| \| 7. Oktober 1950 – 22. Dezember 1950 11 Wochen (insgesamt 11) \| 11 \| Original Motion Picture Soundtrack \| Three Little Words \| - \| \| 23. Dezember 1950 – 29. Dezember 1950 1 Woche (insgesamt 55) \| 55 \| Mary Martin & Ezio Pinza with The Original Broadway Cast \| South Pacific \| - \| |                                        |                                                          |                                        |                           |
| ← 1949 |                                        |                                                          |                                        | → 1951 →                  |
| Zeitraum | Wo. ges.                               | Interpret                                                | Titel                                  | Zusätzliche Informationen |
| (Zeitraum, Wochen auf Platz eins, Interpret, Titel, zusätzliche Informationen) |                                        |                                                          |                                        |                           |
| 22. Juli 1950 – 28. Juli 1950 1 Woche (insgesamt 55) | 55                                     | Mary Martin & Ezio Pinza with The Original Broadway Cast | South Pacific                          | -                         |
| 29. Juli 1950 – 11. August 1950 2 Wochen (insgesamt 12) | 12                                     | Doris Day & Harry James                                  | Young Man with a Horn                  | -                         |
| 12. August 1950 – 25. August 1950 2 Wochen (insgesamt 55) | 55                                     | Mary Martin & Ezio Pinza with The Original Broadway Cast | South Pacific                          | -                         |
| 26. August 1950 – 6. Oktober 1950 6 Wochen (insgesamt 12) | 12                                     | Doris Day & Harry James                                  | Young Man with a Horn                  | -                         |
| 7. Oktober 1950 – 22. Dezember 1950 11 Wochen (insgesamt 11) | 11                                     | Original Motion Picture Soundtrack                       | Three Little Words                     | -                         |
| 23. Dezember 1950 – 29. Dezember 1950 1 Woche (insgesamt 55) | 55                                     | Mary Martin & Ezio Pinza with The Original Broadway Cast | South Pacific                          | -                         |

### 45
| ← 1949 ← | Liste der Nummer-eins-Alben in den USA | Liste der Nummer-eins-Alben in den USA               | Liste der Nummer-eins-Alben in den USA                      | 1951 →                    |
| \| Zeitraum \| Wo. ges. \| Interpret \| Titel \| Zusätzliche Informationen \| \| (Zeitraum, Wochen auf Platz eins, Interpret, Titel, zusätzliche Informationen) \| \| \| \| \| \| ------------------------------------------------------------------------------ \| -------- \| ---------------------------------------------------- \| --------------------------------------------------------------- \| ------------------------- \| \| 22. Juli 1950 – 11. August 1950 3 Wochen (insgesamt 3) \| 3 \| Ralph Flanagan & his Orchestra \| Ralph Flanagan Plays Rodgers and Hammerstein II for Dancing[18] \| - \| \| 12. August 1950 – 29. September 1950 7 Wochen (insgesamt 11) \| 11 \| Betty Hutton, Howard Keel & the MGM Studio Orchestra \| Annie Get Your Gun[19] \| - \| \| 30. September 1950 – 10. November 1950 6 Wochen (insgesamt 10) \| 10 \| Original Motion Picture Soundtrack \| Three Little Words \| - \| \| 11. November 1950 – 17. November 1950 1 Woche (insgesamt 11) \| 11 \| Betty Hutton, Howard Keel & the MGM Studio Orchestra \| Annie Get Your Gun \| - \| \| 18. November 1950 – 15. Dezember 1950 4 Wochen (insgesamt 10) \| 10 \| Original Motion Picture Soundtrack \| Three Little Words \| - \| \| 16. Dezember 1950 – 12. Januar 1950 4 Wochen (insgesamt 4) \| 4 \| Bing Crosby \| Merry Christmas \| - \| |                                        |                                                      |                                                             |                           |
| ← 1949 |                                        |                                                      |                                                             | → 1951 →                  |
| Zeitraum | Wo. ges.                               | Interpret                                            | Titel                                                       | Zusätzliche Informationen |
| (Zeitraum, Wochen auf Platz eins, Interpret, Titel, zusätzliche Informationen) |                                        |                                                      |                                                             |                           |
| 22. Juli 1950 – 11. August 1950 3 Wochen (insgesamt 3) | 3                                      | Ralph Flanagan & his Orchestra                       | Ralph Flanagan Plays Rodgers and Hammerstein II for Dancing | -                         |
| 12. August 1950 – 29. September 1950 7 Wochen (insgesamt 11) | 11                                     | Betty Hutton, Howard Keel & the MGM Studio Orchestra | Annie Get Your Gun                                          | -                         |
| 30. September 1950 – 10. November 1950 6 Wochen (insgesamt 10) | 10                                     | Original Motion Picture Soundtrack                   | Three Little Words                                          | -                         |
| 11. November 1950 – 17. November 1950 1 Woche (insgesamt 11) | 11                                     | Betty Hutton, Howard Keel & the MGM Studio Orchestra | Annie Get Your Gun                                          | -                         |
| 18. November 1950 – 15. Dezember 1950 4 Wochen (insgesamt 10) | 10                                     | Original Motion Picture Soundtrack                   | Three Little Words                                          | -                         |
| 16. Dezember 1950 – 12. Januar 1950 4 Wochen (insgesamt 4) | 4                                      | Bing Crosby                                          | Merry Christmas                                             | -                         |